# Croton grewiifolius
Espèce
Croton grewiifolius est une espèce de plantes à fleurs du genre Croton et de la famille des Euphorbiaceae, présente dans le Sud du Mexique.
Il a pour synonyme :
- Oxydectes grewiifolia, (Müll.Arg.) Kuntze